# Friedhof Martfeld
Der Friedhof Martfeld liegt in der Gemeinde Martfeld im niedersächsischen Landkreis Diepholz. Er ist der Begräbnisplatz für die Verstorbenen aus der Kirchengemeinde Martfeld.

## Beschreibung
Der maximal etwa 205 Meter lange und maximal etwa 100 Meter breite Friedhof liegt an den Straßen Am Friedhof und Alter Kamp direkt südlich der evangelisch-lutherischen Catharinenkirche.

## Geschichte
Der Friedhof wird seit 1869 belegt. Um das Jahr 1900 und in den Jahren 1926 und 2006 wurde er erweitert. Die Friedhofskapelle wurde 1978 eingeweiht.
Vorgänger-Friedhof war ein alter kirchlicher Friedhof bei der Kirche. Dieser Friedhof wurde 1869 für Beerdigungen geschlossen und im Jahr 1901 eingeebnet.